# Фехер, Илона
Илона Фехер (ивр. אילונה פהר‎; 1 декабря 1901, Будапешт — 2 декабря 1988, Холон, Тель-Авивский округ) — израильский музыкант и педагог. Яркая представительница венгерской скрипичной школы.

## Биография
Начала учиться игре на фортепиано в семь лет, а в 1910 г., побывав на концерте Йожефа Сигети, начала играть на скрипке. В 1916 году дала свой первый сольный концерт, а в 1919 г., окончила Будапештскую консерваторию (впоследствии — академия) по классу скрипки у Енё Хубаи. До Второй мировой войны вела активную концертную деятельность в Европе. Начало войны застало её в Льеже Бельгия, она вернулась в Будапешт, была отправлена в рабочий лагерь, где и провела всю войну. Вся семья Фехер погибла в Освенциме. В апреле 1949 г. Фехер приняла участие в концерте в Праге в честь первой годовщины независимости Израиля, после чего получила приглашение посетить страну. В Израиле недолгое время выступала с концертами, затем занялась педагогической деятельностью, получив приглашение от Эдена Партоша на работу в Академию музыки имени С. Рубина в Тель-Авиве, где она преподавала до конца жизни.
Среди важнейших учеников Фехер были Шмуэль Ашкенази, Шломо Минц, Хагай Шахам, Иттай Шапира, Пинхас Цукерман. По мнению Ашкенази, Фехер была чрезвычайно мотивированным педагогом, хорошо знала инструмент и репертуар и готова была вовремя отпустить ученика для того, чтобы тот познакомился с другими педагогическими методами, но недостаток знаний человеческой психологии делал её уроки тяжёлым испытанием для многих студентов.

## Память
- Фонд Илоны Фехер[7].